# Etelvino Lins
Etelvino Lins de Albuquerque, mais conhecido como Etelvino Lins, GCC (Sertânia, 20 de novembro de 1908 — Rio de Janeiro, 18 de outubro de 1980) foi um advogado, promotor de justiça e político brasileiro, outrora governador de Pernambuco e ministro do Tribunal de Contas da União.

## Dados biográficos
Filho de Ulisses Lins de Albuquerque e Rosa Bezerra Lins de Albuquerque. Contador de pequenos comerciantes no Recife entre 1925 e 1927, tornou-se funcionário da Empresa Brasileira de Correios e Telégrafos neste último ano como telegrafista. Aluno da Faculdade de Direito do Recife, ingressou no movimento estudantil chegando a vice-presidente do centro acadêmico e a seguir presidente do Patronato Acadêmico Melo Matos, entidade de assistência ao menor abandonado. Opositor do governador Estácio Coimbra, deixou seu emprego nos Correios por apoiar as candidaturas de Getúlio Vargas e João Pessoa à presidente e vice-presidente da República pela Aliança Liberal, enquanto o Governo Washington Luís lutou pela vitória de Júlio Prestes e Vital Soares nas eleições de 1º de março, mas, apesar do resultado favorável, a Revolução de 1930 impediu a posse dos mesmos.
A vitória dos revolucionários levou Carlos de Lima Cavalcanti ao governo pernambucano e este nomeou Etelvino Lins, formado pela Universidade Federal de Pernambuco ao final de 1930, para promotor de justiça em Goiana e Caruaru. Escolhido para o cargo de segundo delegado auxiliar, passou a ter autoridade sobre todas as delegacias do interior do estado, mas em 1935 passou a primeiro delegado auxiliar com jurisdição no Recife e nessa condição combateu a Intentona Comunista. Coube a Lins instaurar e presidir um inquérito que resultou na condenação dos revoltosos pelo Tribunal de Segurança Nacional. Decretado o Estado Novo em 1937, o coronel do Exército, Amaro de Azambuja Vilanova, assumiu o interinamente governo estadual e escolheu Etelvino Lins secretário de Governo, função ocupada até Agamenon Magalhães ascender ao Palácio do Campo das Princesas e realocar Etelvino Lins como secretário de Segurança Pública.
Agamenon Magalhães deixou a interventoria no início de 1945 quando Getúlio Vargas o nomeou ministro da Justiça, mas não sem assegurar Etelvino Lins como seu sucessor à frente do Executivo pernambucano. Contudo a morte do estudante Demócrito de Sousa Filho, alvejado por um tiro durante uma passeata estudantil debelada pelas forças de segurança, onde os presentes manifestavam-se contra o Estado Novo e favoráveis à candidatura do brigadeiro Eduardo Gomes à presidência da República, fragilizou a posição do novo interventor, o qual renunciou a tempo de eleger-se senador via PSD em dezembro de 1945. Neste mesmo dia seu pai, Ulisses Lins, foi eleito deputado federal.
Investido de poderes constituintes, ajudou a conceber e subscreveu a Constituição de 1946, exercendo o mandato parlamentar até eleger-se governador de Pernambuco em 1952, num pleito extemporâneo convocado após a morte do governador Agamenon Magalhães. Agraciado com a Grã-Cruz da Ordem Militar de Cristo de Portugal durante o mandato, foi nomeado ministro do Tribunal de Contas da União pelo presidente Café Filho em 1955, algo que não impediu sua eleição para deputado federal em 1958. A partir de 1963, dedicou-se somente ao Tribunal de Contas da União, assumindo a presidência da corte em 1965, quatro anos antes de pedir a aposentadoria. Partidário do Regime Militar de 1964, elegeu-se deputado federal pela ARENA em 1970. É o autor da lei que fornecia transporte gratuito aos eleitores da zona rural no dia do pleito, além de restaurar o direito de votar aos residentes no Distrito Federal, permitindo a remessa de seus votos aos estados de origem em 1974, 1978 e 1982.  Despediu-se da política ao final do mandato.

## Eleições de 1955
Juscelino Kubitschek conta que foi chamado para uma reunião em setembro de 1955 na casa de Nereu Ramos, onde se encontrava o governador de Pernambuco, Etelvino Lins. Etelvino propôs a JK que as eleições fossem adiadas, pois "não havia possibilidade para as eleições, por causa da agitação que havia no país, dos traumas que o país tinha passado." Na União Democrática Nacional, todos estavam de acordo. JK respondeu que não poderia transigir com aquilo.

## Vida pessoal
Casou-se com Djanira Falcão em 1933 e teve oito filhos: Iná, Roberto, Maria Christina, Rosa, Rogério, Maria da Conceição, Maria Regina e Rodrigo. Seu cunhado, Djaci Falcão, foi nomeado ministro do Supremo Tribunal Federal em 1967 pelo presidente Castelo Branco, presidiu a corte entre 1975 e 1977 e aposentou-se em 1989. Etelvino Lins morreu na capital fluminense vítima de um aneurisma cerebral.